# Pedro Sempson
Pedro Sempson Garrido (Barcelona, 18 de junio de 1918 - Madrid, 24 de mayo de 2009) fue un actor español de cine y de doblaje, conocido por poner voz al señor Burns en el doblaje de España de Los Simpson.

## Inicios
Formado como actor en el teatro, empezó en Barcelona con la compañía de Enrique Guitart y la de Paco Melgares, pasando posteriormente a la de Guadalupe Muñoz Sampedro, a la de Pepita Serrador (madre de Narciso Ibáñez Serrador) y la Compañía Nacional del Teatro María Guerrero. Interpretó muchas obras, entre las que se pueden destacar: La casa de té de la luna de agosto (1958), La desconcertante señora Savage (1959), La boda de la chica (1960), Pero en el centro, el amor (1968)  y A dos barajas.

## Cine
Debuta en el cine en 1962 con la famosa película de Fernando Palacios La gran familia. Sin embargo, su carrera cinematográfica no resultó demasiado prolífica, pues solamente intervino como secundario en ocho filmes, destacando La prima Angélica (1973), de Carlos Saura o su recreación de Carlos Arias Navarro en ...Y al tercer año, resucitó (1980), de Rafael Gil.

## Televisión
Mucho más abultada fue su trayectoria en televisión. Eterno secundario, desarrolló una sólida carrera en Televisión Española en decenas de espacios dramáticos emitidos en Estudio 1, Novela, Teatro de siempre o Historias para no dormir. 
Su colaboración con Chicho Ibáñez Serrador se remonta a mediados de los años sesenta cuando además de la mencionada Historias para no dormir, interpreta el papel de Hamlet en la parodia Historia de la frivolidad (1977).

### Un, dos, tres...Responda otra vez
Disfrutó de un momento de grandísima popularidad cuando, al iniciarse la segunda etapa del concurso Un, dos, tres... responda otra vez en marzo de 1976, Ibáñez Serrador lo llama para sustituir a Valentín Tornos, interpretando uno de los clásicos tacañones del programa, el Profesor Lápiz, un personaje afectado, pedante y pomposo que increpa a los concursantes cuando fallan las preguntas de cultura general. La popularidad hace que, por primera vez, Sempson sea portada en revistas durante los cerca de dos años que dura esta etapa del concurso.

## Doblaje
Finalizada la etapa del programa, en 1978, y aun habiendo hecho incursiones teatrales, como una versión de Drácula (1978), con Narciso Ibáñez Menta, Pedro Sempson centra su carrera en el mundo del doblaje, actividad en la que trabajaba desde 1958, llegando a intervenir en cerca de quinientos títulos. Dotado de una voz grave y contundente, uno de sus doblajes con más repercusión fue al actor británico Peter Cushing en la serie Sherlock Holmes. Curiosamente, años después doblaría a su inseparable compañero, el Doctor Watson (Edward Hardwicke), en otra serie, Las aventuras de Sherlock Holmes.
En los últimos años, su voz se reconoció especialmente en los doblajes que hizo del personaje del mayordomo Geoffrey Butler (Joseph Marcell) en la serie El príncipe de Bel Air y de Montgomery Burns en la serie de dibujos animados Los Simpson.
Se jubiló en 2001 y falleció el 24 de mayo de 2009.

## Trayectoria en tv
| - Éste es mi barrio - Tira millas (1 de enero de 1997) - El mundo de Juan Lobón (1989) - Turno de oficio (1986) Ep. 8 Los testigos. Juez Aguirre - Un, dos, tres... responda otra vez (1976-1978) - Los libros - Una crónica de Madrid (14 de junio de 1976) - El Quinto jinete - El aullido (1 de enero de 1976) - Cuentos y Leyendas - El crimen del indio (14 de noviembre de 1975) - Original - El último asalto (29 de julio de 1975) - Noche de teatro - Los tres etcéteras de Don Simón (3 de mayo de 1974) - Cisneros (19 de julio de 1974) - Topaze (2 de agosto de 1974) - La dama de las camelias (16 de agosto de 1974) - El abogado del diablo (13 de septiembre de 1974) - Ficciones - El presidente del jurado (17 de febrero de 1972) - Avatar (7 de julio de 1972) - La dama del cuadro (31 de agosto de 1972) - Carmilla (10 de febrero de 1973) - El ópalo (7 de abril de 1973) - El alquiler del fantasma (5 de mayo de 1973) - El asesinato de Mr. Higginbotham (13 de octubre de 1973) - Aurelia (29 de abril de 1974) - Sospecha - Miedo al pasado (17 de agosto de 1971) - Teatro Breve - El prestamista de tiempo (7 de agosto de 1971) - Hora once - Noches florentinas (22 de marzo de 1971) - El retrato (25 de junio de 1973) - Páginas sueltas - Lucharé por ti (3 de noviembre de 1970) - Diana en negro - Pesadilla (30 de enero de 1970) - Teatro de siempre - Tormenta (10 de septiembre de 1969) - Ajax (1 de junio de 1970) - La prueba de las promesas (29 de junio de 1970) - Pericles, Príncipe de Tiro (15 de octubre de 1970) - Pequeño estudio - El embarcadero (20 de diciembre de 1968) - La coartada (18 de junio de 1969) - ¿Es usted el asesino? (1968) - La Pequeña Comedia - La visita (24 de mayo de 1968) - Un cheque al portador (7 de junio de 1968) | - Las doce caras de Juan - Acuario (21 de octubre de 1967) - Los Encuentros - Pregunta al portero (15 de septiembre de 1967) - Estudio 1 - La loca de la casa (6 de septiembre de 1967) - El pueblo veraniego (24 de septiembre de 1968) - La librería del sol (3 de diciembre de 1968) - Catalina de Aragón (22 de julio de 1969) - El sí de las niñas (10 de marzo de 1970) - Veinte añitos (17 de noviembre de 1972) - Hermenegildo Pérez, para servirle - Primera fila - Ninotchka (25 de mayo de 1965) - Los caciques (28 de julio de 1965) - Historias para no dormir - NN23 (1 de enero de 1965) - Correctamente organizados (1 de enero de 1966) - La oferta (1 de marzo de 1966) - La promesa (1 de enero de 1968) - El trasplante (15 de marzo de 1968) - Novela - Anastasia (9 de marzo de 1964) - Los cinco invitados (6 de abril de 1964) - Los dos hermanos (12 de julio de 1965) - El hombre herido (8 de agosto de 1965) - Pefectamente lógico (20 de septiembre de 1965) - En tinieblas (25 de octubre de 1965) - Los hermanos Karamazov (29 de noviembre de 1965) - El gallardo español (19 de abril de 1966) - Los hombres de cristal (14 de junio de 1966) - El hombre de la oreja rota (19 de mayo de 1969) - Ensayo general para un siglo de oro (15 de febrero de 1971) - El diamante luna (29 de noviembre de 1971) - Romance en noche de lluvia (27 de noviembre de 1972) - Tengo un libro en las manos - Victoria (4 de febrero de 1964) - El libro de El Escorial (28 de abril de 1964) - La mujer y el puente (14 de julio de 1966) - El abencerraje y la bella jirafa (1 de septiembre de 1966) - Don Juan (8 de septiembre de 1966) - La noche al hablar - En la boca del león (10 de enero de 1964) - Fernández, punto y coma - 11 de diciembre de 1963 - 8 de diciembre de 1964 |

## Teatro
- La discreta enamorada (1942), de Lope de Vega
- Morena Clara (1944), de Antonio Quintero y Pascual Guillén
- El admirable Crichton (1944), de James M. Barrie
- Don Juan Tenorio (1944), de José Zorrilla
- 20.000 duros (1945), de Adolfo Torrado y Leandro Navarro
- El valiente capitán (1945), de Antonio F. Lepina
- Mi hermana Concha (1945), de Antonio Quintero
- Dale un beso a papá (1945), de Antonio Suárez
- La señorita de Trevélez (1946), de Carlos Arniches
- Wu - Li - Chang (1946), de Harold Owen
- La locura de Alicia (1947), de Carmén Cervera Benlloch y Vicente Forcada
- El tío catorce (1947), de Pedro Pérez Fernández
- Tres maridos en globo (1949), de Ignacio Iquino y Francisco Prada
- Las faldas de Pepe (1949), de Ignacio Iquino y Francisco Prada
- Madame Verdoux (1950), de Adrián Ortega
- La señorita Lupita (1950), de Luis García Sicilia
- Las de aúpa (1951), de Adolfo Torrado
- Tita Rufa (1951), de Antonio Lara Tono
- Eva no salió del paraíso (1951), de Janos Vaszary
- Penalty (1951), de Luis Tejedor y Luis Fernández de Sevilla
- La caña de pescar (1958), de Claudio de la Torre
- La casa de té de la luna de agosto (1958), de John Patrick
- El rey Cristina (1958), de  Marcelle Maurette
- La loca de la casa (1959), de Benito Pérez Galdós
- La desconcertante señora Savage (1959), de John Patrick
- ¿Quién es Silvia? (1959), de Terence Rattigan
- La boda de la chica (1960), de Alfonso Paso
- Comedia para asesinos (1960), de James Endhard
- Ocúpate de Amelia (1961), de Georges Feydeau
- Fiesta de caridad (1961), de Joaquín Calvo Sotelo
- El sí de las niñas (1961), de Leandro Fernández de Moratín
- Los empeños de una casa (1961), de Sor Juana Inés de la Cruz
- El nuevo mundo (1962), de Félix Lope de Vega y Carpio
- El avión de Barcelona (1962), de Joaquín Calvo Sotelo
- La corona de dalias (1963), de Joaquín Calvo Sotelo
- El mar de cada día (1963), de Ramón Ferreira
- El burlador o el ángel del demonio (1968), de Suzanne Lilar
- A dos barajas (1971), de José Luis Martín Descalzo
- Drácula (1978), de Hamilton Deane